# 約頓海姆
約頓海姆（Jötunheimr，亦称乌特加尔德）是北欧神话中的巨人（jötunn）的国度。根据北欧神话记载，約頓海姆位于人类所居住的中土世界：米德加爾特的东方。众神（主神）战胜巨人族之后，所有的巨人都被（Ymir）的血海淹没，只有贝格尔密和他的妻子坐着方舟逃出了洪水灾难。众神划出一块地给他居住，称为約頓海姆。贝格尔密的后代就在这国度里繁衍，并宣誓与众神为敌。

## 在虛構作品中
- 在电子遊戲《戰神》之中，作為可供探索的遊戲地圖之一。
- 在电子遊戲《刺客信条：英灵殿》之中，作為可供探索的遊戲地圖之一。
- 在電子遊戲《奧丁：神判》之中，作為可供探索的遊戲地圖之一。
- 在特攝《魔進戰隊煌輝者》中作為反派根據地
- 在漫威電影宇宙中作為反派根據地。